# Mattheüs Asanes Kantakouzenos
Mattheüs Asanes Kantakouzenos (Grieks: Ματθαίος Ασάνης Καντακουζηνός, Matthaios Asanēs Kantakouzēnos) (?, ca. 1325 - despotaat Morea, 1383) was vorst van Thracië, despoot van Morea en Byzantijns medekeizer naast zijn vader Johannes VI Kantakouzenos.

## Leven
Mattheüs was de zoon van Johannes VI en Irene van Bulgarije, de dochter van Andronikos Asanes, een zoon van de Bulgaarse tsaar Ivan Asen III. Hij kreeg als zelfstandig heerser de verantwoording over het Thracische gebied van Didymoteicho en Christopolis, zijn jongere broer Manuel over het despotaat Morea. Aan te nemen is dat deze functies dienden om de potentieel gevaarlijke prinsen bezig te houden.
In de burgeroorlog tussen zijn vader en Johannes V Palaiologos was hij belast met het bevel over Adrianopel en andere Thracische steden. Van daaruit leidde hij verschillende oorlogen tegen Servië.
Bij de keizerskroning van zijn vader in 1346 werd hij niet, zoals gebruikelijk, tot medekeizer gekroond. Deze positie bleef voorbehouden aan de 14-jarige legitieme keizer Johannes V, namens wie Johannes VI regent was. Mattheüs, niet van zins zich met een eretitel te laten afschepen, bestreed de positie van Johannes V met wapengeweld. In april 1353 riep zijn vader hem in diens plaats uit tot medekeizer. Patriarch Calixtus weigerde hem de kerkelijke zegen. Hij werd vervangen door Filotheüs, die Mattheüs in februari 1354 kroonde. Nog datzelfde jaar moest zijn vader echter ten gunste van Johannes Palaiologos aftreden. Mattheüs werd in 1357 na drie jaar verzet gevangen en uitgeleverd aan Johannes V, waarop hij moest afzien van zijn aanspraak op de troon. In 1361 begaf hij zich naar het hof van zijn broer Manuel in Morea, waar hij meeregeerde en filosofische en theologische werken schreef. Na Manuels dood regeerde hij enkele jaren over Morea. Hij werd daar opgevolgd door zijn zoon Demetrios I.

## Huwelijk en kinderen
Mattheüs huwde rond 1343 met Irene Palaiologina, een nicht van keizer Andronikos III. Uit het huwelijk werden geboren:
- Johannes (± 1342 - na 1380), despoot
- Demetrios I (± 1343 - na 1382), sebastokrator, despoot van de Morea
- Theodora († ?), non
- Helena († na 1394 in het harem van sultan Bajezid I), gehuwd met Lodewijk I van Aragón, graaf van Malta
- Theodoros († 1410)
- Maria († voor 1373), gehuwd met Johannes Laskaris Kalopheros[5]